# Tasmabrochus
Tasmabrochus es un género de arañas araneomorfas pertenecientes a la familia Amphinectidae. Se encuentra en Tasmania y Australia.

## Especies
Según The World Spider Catalog 12.0:
- Tasmabrochus cranstoni Davies, 2002
- Tasmabrochus montanus Davies, 2002
- Tasmabrochus turnerae Davies, 2002